# Amagi, Kagoshima
Amagi (japanska: 天城町?, Amagi-chō) är en landskommun (köping) i Kagoshima prefektur  i södra Japan. Kommunen omfattar den nordvästra delen av ön Tokunoshima.  